# 844 Leontina
844 Leontina è un asteroide della fascia principale. Scoperto nel 1916, presenta un'orbita caratterizzata da un semiasse maggiore pari a 3,2008461 UA e da un'eccentricità di 0,0706440, inclinata di 8,78815° rispetto all'eclittica.
Il suo nome è un omaggio alla città di Lienz, in Austria, luogo di nascita dello scopritore.